# آگاردی
آگاردی (به لاتین: Agardy) یک منطقهٔ مسکونی در روسیه است که در باشقیرستان واقع شده‌است.